# 王康年
王康年（1924年—1953年2月28日），浙江杭州人。上海藥店商人。朝鮮戰爭期間因“盗骗志愿军货款、银行贷款”等罪行，被上海市人民法庭判处死刑並立即执行。

## 生平
王康年17岁时考进上海大亚电台当电台报告员。後在岳父幫助下在西藏路的生吉里開設名為大康行的雜貨店。後又搬到北京西路434号的景星里開設販賣西藥的大康西药行。抗日戰爭後大康西药行搬到汉口路456号308室營業。 
朝鮮戰爭爆發後，中華人民共和國組建中國人民志願軍赴朝鮮參戰。1951年11月，中國人民志願軍某部后勤人员到上海采购药品，王康年在大康无货情況下，收取志願軍貨款，而交付給志願軍時貨物裡面並沒有志願軍所要購買的消治龙药粉、消发灭定药粉、氯儆素等消炎藥品。前线發現後曾五次催促交货。
1951年8月16日，大康西药房以药品为抵押，向广州金城粤行押汇價值4亿元人民币左右的港币及票据。大康药房再委托香港商人李世明在港代为采购药品，并运到广州再转至上海。药品等货物到上海火车站後，根據約定由金城沪行和大康药房一同前去车站提货，在大康药房结清4亿元的押汇后，大康才可将货提走。但大康卻違反約定私自提走貨物。金城银行發現後，于1952年1月25日派出业务员陈健民去大康药房交涉未果，当夜又加派一业务员邢维俭一同前往大康药房交涉，又未果，金城沪行又在1月31日、2月4日兩次约王康年来行面谈，但王均未現身。金城銀行於是向公安局報案。2月4日下午，王康年遭到公安局逮捕。《解放日报》随即报道了大康职工等检举出来的王康年更多经济犯罪行为。其中就有王康年将带菌棉花旧纱布做"急救包"，用假药和旧次医疗器械等以次充好，致使成千上万志愿军伤员用了"急救包"而遭细菌感染身亡。此外大康西药房客戶亦檢舉王康年曾經行賄官員。
1952年2月15日，金城沪行等向上海市人民法院起诉王康年；此外，金城粤行也向广州市人民法院起诉王康年等。经两地法院协商决定，广州法院将案件移交并给上海法院一并审理。1953年2月28日，上海市人民法庭以“行贿、偷逃漏税、盗骗国家资财”等三项罪行，依据中华人民共和国《惩治贪污条例》第三条第一款、第四条第十款、第六条第八款判决王康年死刑，立即执行。同时追缴王所有违法所得。
1953年3月25日，有三位高等教育界人士联名，希望了解政府对于王康年等人的处理手段。市委秘书长在下级请示材料上批示，可以书面答复，但不必告知报上未公布的案情。有关部门据此回复，王康年已于1953年2月被执行死刑。